# Входноиерусалимская церковь (Рязань)
Входноиерусалимская церковь — православный храм в Рязани. Построен в 1679—1684 годах. Находится на улице Скоморошинской.

## История
Первое упоминание о храме Входа Господа в Иерусалим относится к 1550 году. Это была деревянная приходская церковь на Нижнем посаде за торгом. В 1676 году здание сгорело, и на его месте было решено возвести каменный храм. В 1679 году по благословению архиепископа Иосифа было начато строительство, а в 1684 году новое здание церкви было освящено архиепископом Павлом.
В XIX веке храм неоднократно реставрировался. Священник храма протоиерей Иоанн Добротворский был духовником блаженной Любови Рязанской. 
После революции 1917 года здание сначала использовалось верующими на договорной основе. Здесь неоднократно служил священномученик Иувеналий (Масловский), архиепископ Рязанский и Шацкий. Последним настоятелем церкви были игумен Полихроний. В 1935 году здание передали обновленцам, а затем в том же году закрыли. В здании находились склады мебельной фирмы «Ока».
В 1992 году возвращена Русской православной церкви. 2 декабря 1992 архиепископ Симон освятил придел, а 14 декабря 1996 года — главный алтарь храма. 

## Описание
Главное здание представляет собой четверик. В крупномасштабную кладку включён белый камень: цоколь, резные детали фасадного декора. Почти все окна забраны решётками около 2000 года. Единственная первоначальная решётка уцелела в окошке на западной стене пониженного южного объёма колокольни.